# Långrock
Långrock kan även avse en äldre slags spinnrock.

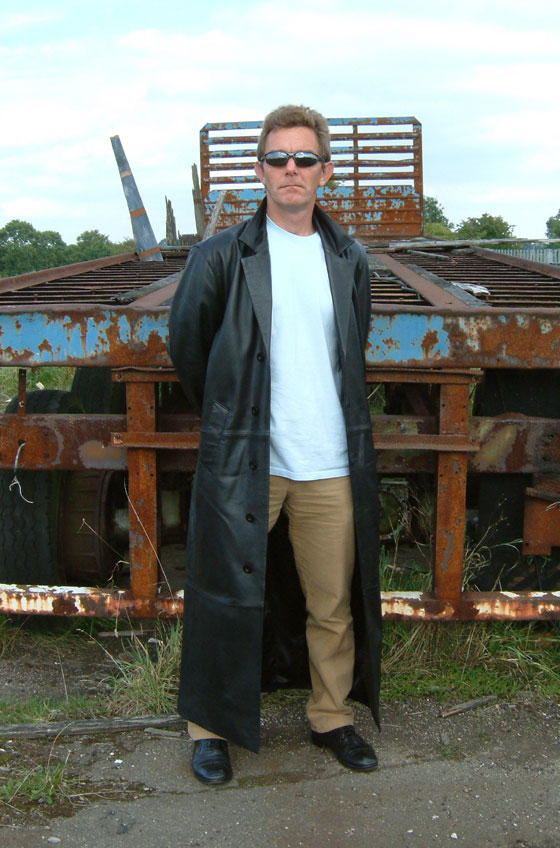
En långrock i läder.

Långrock är en längre modell av ytterrocken. 
Den förekommer främst i herrmodell och motsvaras av en långkappa i dammodell. För att räknas som långkappa bör den nå nedanför knäna. Långrockarna brukar oftast vara gjorda med krage och knappar och kan ha ett skärp runt. Materialet kan variera, till exempel bomull, ull eller läder, beroende på om det är en sommar eller vintermodell. En vintermodell är fodrad till skillnad från en sommarmodell som oftast inte är fodrade. 

## Andra modeller
Långrock är även en lång mansrock såsom bonjour, redingot och syrtut samt justaucorps.